# Scotts Head, Dominica
Scotts Head este un oraș din Dominica.